# Pavezin
Pavezin é uma comuna francesa na região administrativa de Auvérnia-Ródano-Alpes, no departamento de Loire. Estende-se por uma área de 8,87 km². Em 2010 a comuna tinha 372 habitantes (densidade: 41,9 hab./km²).